# Жичжао
Жичжао (кит. спр. 日照市, піньїнь: Rìzhào Shì) — місто-округ в китайській провінції Шаньдун. 

## Географія
Жичжао розташовується на півдні провінції на узбережжі Жовтого моря.

### Клімат
Місто знаходиться у зоні, котра характеризується вологим субтропічним кліматом. Найтепліший місяць — серпень із середньою температурою 25.7 °C (78.3 °F). Найхолодніший місяць — січень, із середньою температурою -0.8 °С (30.6 °F).
| Клімат Жичжао           | Клімат Жичжао | Клімат Жичжао | Клімат Жичжао | Клімат Жичжао | Клімат Жичжао | Клімат Жичжао | Клімат Жичжао | Клімат Жичжао | Клімат Жичжао | Клімат Жичжао | Клімат Жичжао | Клімат Жичжао | Клімат Жичжао |
| Показник                | Січ.          | Лют.          | Бер.          | Квіт.         | Трав.         | Черв.         | Лип.          | Серп.         | Вер.          | Жовт.         | Лист.         | Груд.         | Рік           |
| Середня температура, °C | −0,8          | 0,7           | 5,5           | 11,5          | 17,1          | 21,5          | 25,2          | 25,7          | 21,1          | 15,6          | 8,4           | 1,7           | 12,8          |
| Норма опадів, мм        | 12.6          | 15.6          | 24.5          | 45.9          | 54            | 111.9         | 240.2         | 179.2         | 101.6         | 43.8          | 28.7          | 12.6          | 870.6         |
| Днів з опадами          | 4,8           | 5,3           | 5,7           | 7,9           | 7,5           | 9,4           | 15,1          | 12,3          | 9,8           | 8,1           | 7             | 5,5           | 98,4          |
| Вологість повітря, %    | 64            | 64.4          | 62.8          | 64            | 66            | 72.7          | 83.4          | 81.2          | 73            | 68.8          | 66.8          | 64.2          | 69.3          |
| ----------------------- | ------------- | ------------- | ------------- | ------------- | ------------- | ------------- | ------------- | ------------- | ------------- | ------------- | ------------- | ------------- | ------------- |
| Джерело: Weatherbase    |               |               |               |               |               |               |               |               |               |               |               |               |               |